# خطماء جيمسونية
خطماء جيمسونية (الاسم العلمي:Trombicula jamesoni) هي نوع من الحيوانات يتبع جنس الخطماء من فصيلة الخطميات.